# 巴伐利亚历史
巴伐利亞是德國東南部的一個州，巴伐利亞的歷史從其最早的定居點和6世紀作為部落公國的形成开始，到被納入神聖羅馬帝國，再到獨立王國的地位，最後成為德意志聯邦共和國的一個大邦。巴伐利亚最初由波伊人等凱爾特部落定居，到公元前1世紀，它最終被征服並併入羅馬帝國，成為了所属的雷蒂亞和諾里庫姆省。

## 早期歷史

### 羅馬時期
巴伐利亞有許多舊石器時代的發現。書面資料中提到的最早已知的居民是凱爾特人，他們參與了廣泛傳播的拉特內文化，羅馬人在公元紀元開始前征服了他們，在他們中間建立了殖民地，包括他們在雷蒂亞省和諾裡庫姆省的土地。 該地區的羅馬行政中心是卡斯特拉里賈納（今雷根斯堡）。

### 民族遷徙

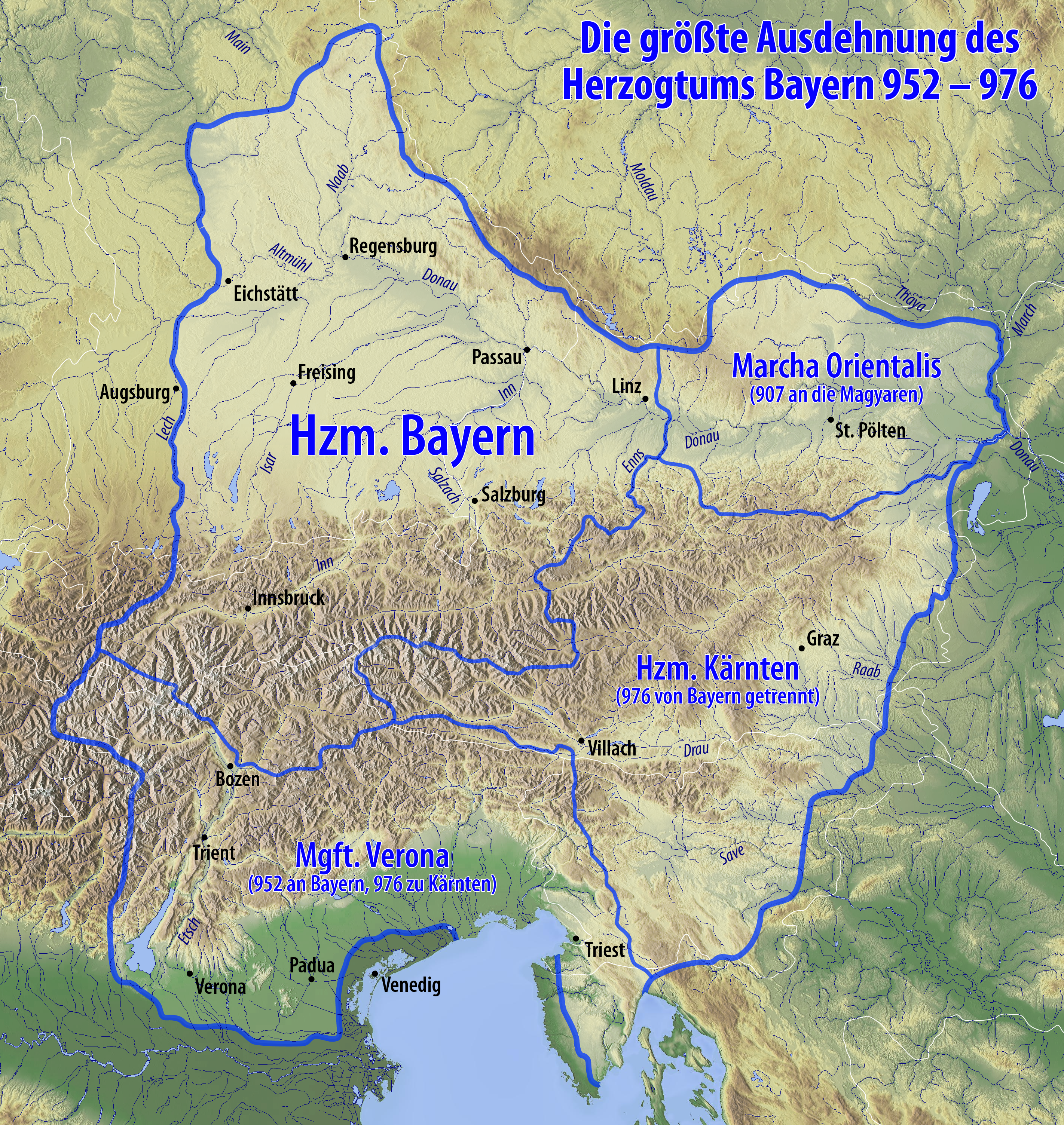
1000年左右的巴伐利亚

西元5世紀，多瑙河以南的諾裡庫姆和雷蒂亞的羅馬人受到多瑙河以北人民越來越大的壓力。 該地區已成為來自更北地區的蘇維安人的居住地，羅馬人認為該地區是日耳曼尼亞的一部分。 「巴伐利亞」（拉丁文Baiovarii）這個名字的字源起源於帝國以外的多瑙河以北，來自較早居住在那裡的凱爾特人博伊（Boii）。 在馬羅博杜斯時代，他們的名字已經用來指稱該地區的一部分，馬羅博杜斯建立了日耳曼馬克曼尼王國，首都就在這片森林地區。 Boi根據當時典型的日耳曼語語言變化變成了白族，並添加了類似於英語“home”或現代德語“heim”的日耳曼語單字。 因此，斯特拉博報告了 Boihaemum（希臘語 Βουίαιμον）。塔西佗同樣報道稱，Boihaemum 是 Boii 人曾經居住過的地區的名稱。這些形式導致了現代波希米亞，它位於現代巴伐利亞以東，完全位於多瑙河以北，位於現代捷克共和國。 在後來的某個階段，結尾的「varii」被用來給居住在這個地理區域的、當時居住在多瑙河兩岸的特定人起一個新的名字（類似的日耳曼民族名稱是根據其他地區創建的：Angrivarii ）以及德國北部的 Ampsivarii、盎格魯-撒克遜 Cantware、Ripuarian Franks 等）。 克勞迪斯·托勒密將居住在易北河上游的“Baenochaemae”和居住在多瑙河附近的“大民族”命名為“Baimoi”。
在現存的記錄中，巴伐利亞這個名字在歷史上首次被提及是在大約公元 1700 年編制的法蘭克民族名單中。 公元520年。 第一份描述哥德人位置（斯瓦比亞東部）的文獻是歷史學家喬丹內斯 (Jordanes) 於公元 551 年撰寫的《哥德人歷史》。 維南提烏斯·福爾圖納圖斯在描述他從拉文納(Ravenna) 到圖爾(565-571 年）的旅行時曾說過這樣一句話，他在旅途中穿越了巴伐利亞人的土地，並提到了在該地區旅行的危險：「如果道路暢通無阻，如果巴伐利亞人不阻止你[...]，那麼就會穿越阿爾卑斯山。
公元5 世紀和6 世紀的考古證據表明，社會和文化受到了多個地區和民族的影響，例如阿拉曼尼人、倫巴第人、圖林根人、哥德人、波希米亞斯拉夫人和當地的羅馬化人群。

## 維特爾斯巴赫王朝
由於獅子亨利在公元1180年被囚禁，皇帝腓特烈一世將公國授予奧托，奧托是維特爾斯巴赫家族巴伐利亞分支的成員，也是謝恩伯爵的後裔。維特爾斯巴赫王朝一直統治著巴伐利亞，直到公元1918年。普法爾茨選侯國也在公元1214年被維特爾斯巴赫家族收購。
1180年9月，當維特爾斯巴赫的奧託在阿爾滕堡獲得巴伐利亞時，公國的邊界包括伯默瓦爾德、因特、阿爾卑斯山和萊赫河。公爵只對他在維特爾斯巴赫、克爾海姆和施特勞賓周圍的廣闊私人領地行使實際權力。
奧託在巴伐利亞只享受了三年的統治。他的兒子路易一世於公元1183年繼位，在腓特烈二世在位初期一直在德國事務中發揮主導作用，直到1231年9月路易在克爾海姆被暗殺。他的兒子奧托二世，被稱為光輝的，仍然忠誠儘管教會將巴伐利亞置於禁令之下，並將他本人置於教皇禁令之下，但對霍亨斯陶芬皇帝而言。和他的父親一樣，奧托二世通過購買擴大了他的土地面積，並大大加強了他對公國的控制。他於1253年11月去世。

### 分裂
公爵們為增強權力和統一公國所做的努力取得了相當大的成功。 但他們很快就因家族不同成員之間的分裂而受到損害，這使得巴伐利亞250年來的歷史只不過是一部重複的領土分裂編年史，隨之而來的是戰爭和虛弱。
第一次分割發生在1255 年。奧托二世公爵的兒子路易二世和亨利十三世在他們父親去世後的兩年內共同統治巴伐利亞，分割了他們的遺產：路易二世隨後獲得了公國的西部地區。被稱為上巴伐利亞以及普法爾茨選侯國，而亨利則獲得了東部或下巴伐利亞。

## 公国再统一

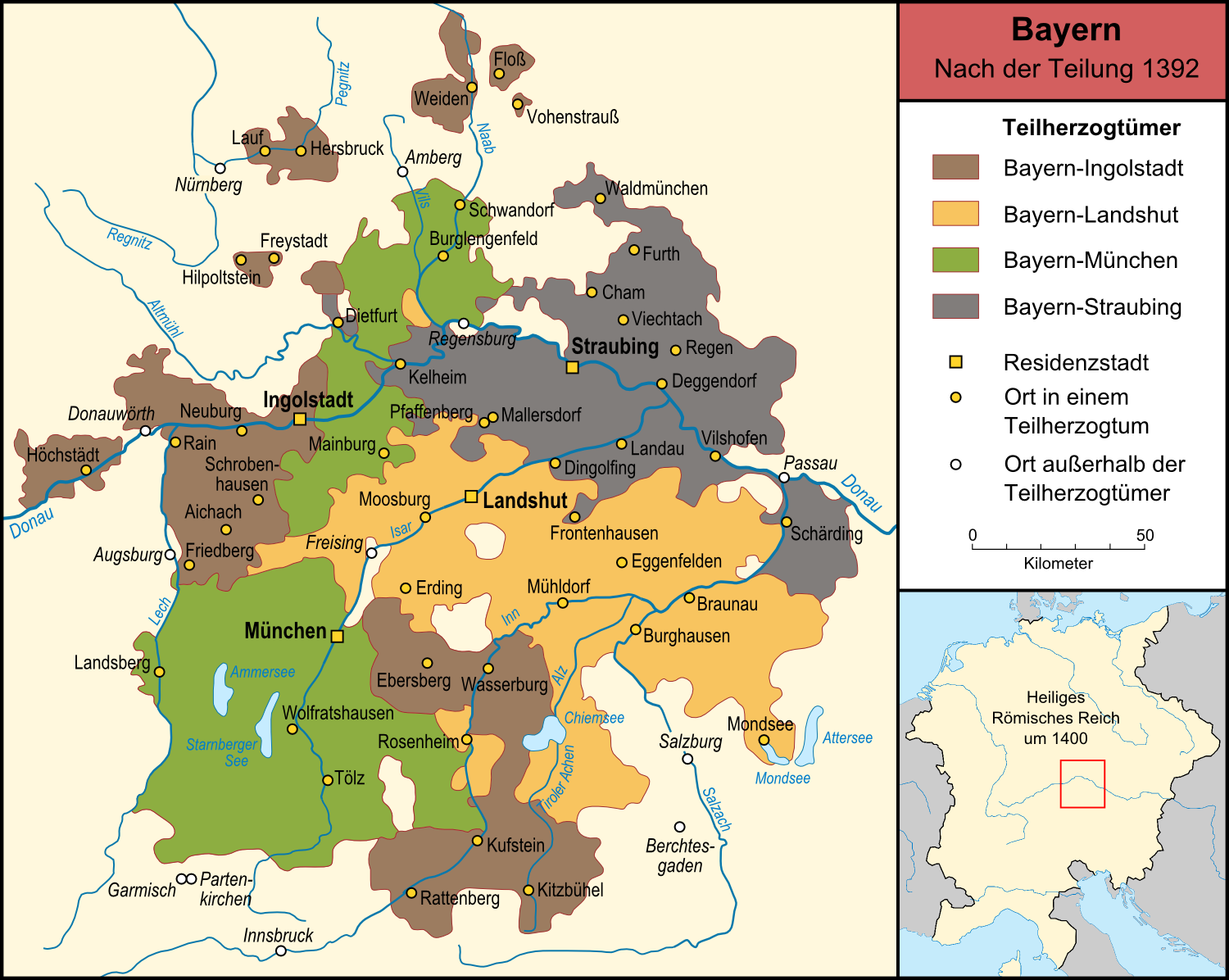
巴伐利亚分裂时期的四个公国

儘管有1506年的法令，威廉四世還是被迫在1516年將政府的一部分授予他的兄弟路易十世，這一安排一直持續到1545年路易去世。
威廉遵循傳統的維特爾斯巴赫反對哈布斯堡王朝的政策，直到1534年他在林茨與匈牙利和波希米亞國王斐迪南簽訂了條約。這種聯繫在1546年得到加強，當時皇帝查理五世在施馬爾卡爾登聯盟的戰爭中得到了公爵的幫助，向他承諾在某些情況下繼承波希米亞王位，以及普法尔茨伯爵所享有的選舉尊嚴。威廉在關鍵時期也做了很多工作，以確保巴伐利亞接受天主教。當公爵從教皇那裡獲得對主教轄區和修道院的廣泛權利時，改革後的教義在公國取得了長足的進步。然後他採取措施鎮壓改革者，其中許多人被流放；1541年，他邀請耶穌會士進入公國，並在德國設立了因戈爾施塔特耶穌會學院。威廉於1550年3月去世，他的兒子阿爾貝五世繼位，他娶了哈布斯堡的斐迪南一世的女兒，之後是皇帝斐迪南一世。在他統治初期，阿爾伯特對改革派做出了一些讓步，他們仍然在巴伐利亞；但大約在1563年左右，他改變了態度，贊成特倫特會議的法令，並推進了反宗教改革的工作。隨著教育逐漸傳到耶穌會士手中，新教的進步實際上在巴伐利亞受到了阻礙。

## 巴伐利亚选侯国
馬克西米利安一世贏得的國際地位增加了公爵的领地，在巴伐利亞本身，它在接下來的兩個世紀中的影響是最可疑的。馬克西米利安的兒子費迪南德·马丽亞（1651-1679）在他成功時還未成年，他試圖修復三十年戰爭造成的創傷，鼓勵農業和工業，並建造或修復了許多教堂和修道院。此外，在1669年，他再次召開了自1612年以來一直暫停的會議。

## 巴伐利亚王国

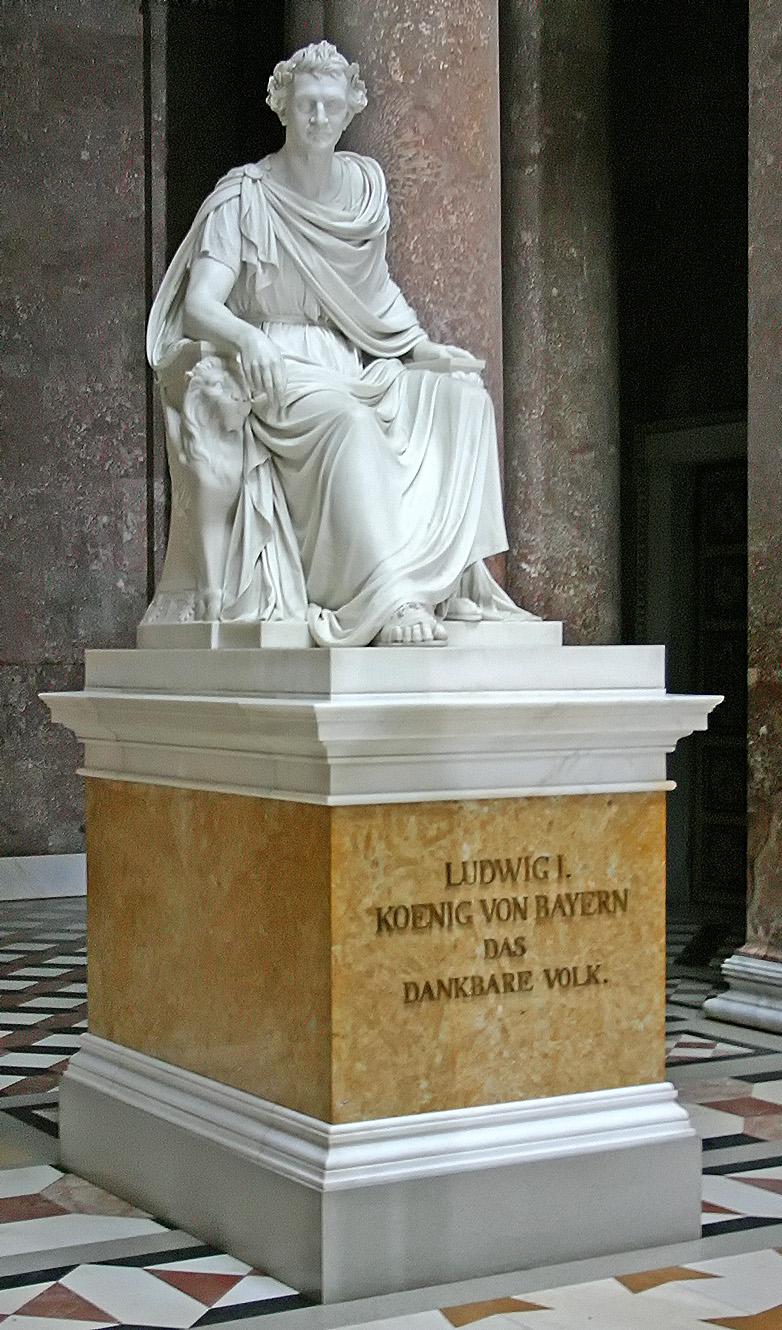
巴伐利亚国王路德维希一世

### 王国建立
第一次巴黎和约（1814年）签订後，巴伐利亞立即將蒂羅爾北部和福拉爾貝格割讓給奧地利。在維也納會議期間，決定她將薩爾茨堡的大部分地區以及因維爾特爾和豪斯魯克添加到這些地區。除了維爾茨堡和阿沙芬堡之外，她還獲得了萊茵河左岸的普法爾茨地區以及黑森-達姆施塔特和富爾達前修道院的某些地區作為補償。但隨著法國的崩潰，舊時對奧地利的恐懼和嫉妒得到了全面恢復，巴伐利亞只同意了這些割讓（慕尼黑條約，1816年4月16日），承諾如果列強無視她的主張巴登王位繼承了霍赫貝格伯爵的繼承權，她還應該獲得萊茵河右岸的普法爾茨。問題就這樣懸而未決，兩個勢力之間的緊張局勢依然很高，只有大聯盟的權威才能避免戰爭。在艾克斯會議（1818年）上，巴登繼承問題以有利於霍赫貝格線的方式解決，沒有慕尼黑條約中規定的補償；根據1819年7月20日代表四個大國簽署的法蘭克福條約，儘管前者提出了抗議，但巴伐利亞和奧地利之間的領土問題在維也納作出的一般意義上的安排中得到了解決。增加了一小塊領土，將巴伐利亞與普法爾茨連接起來，巴伐利亞軍隊將駐紮在美因茨的聯邦要塞。

德意志帝国内的巴伐利亚

### 加入帝国
普魯士人在普法战争中的迅速勝利和俾斯麥的明智溫和為巴伐利亞與普魯士的關係和德國問題的徹底革命鋪平了道路。布拉格條約第6條所設想的南德意志邦聯從未成立；而且，儘管普魯士為了不引起法國的恐慌，反對南方各州加入北德意志邦聯的建議，但巴伐利亞（與其他南方各州一樣）與北方的聯繫卻因進攻而加強，由於拿破崙要求在普法爾茨進行“補償”，因此與普魯士結成防禦聯盟。該協議於1866年8月22日在柏林簽署，與兩國正式簽署和平條約的同一天。巴伐利亞的分離主義野心就這樣被正式放棄了。她不再“需要法國”；在普法戰爭期間，巴伐利亞軍隊在普魯士王儲的指揮下向德國的共同敵人進發。正是在路德維希二世的提議下，王冠被獻給了普魯士國王威廉一世。

## 近代

### 魏玛共和国
在1918年11月的劇變中，共和機構取代了巴伐利亞的皇室機構。臨時國民議會部長兼總統庫爾特·艾斯納於1918年11月8日宣布巴伐利亞為自由州。艾斯納於1919年2月21日被暗殺，最終導致共產主義起義和短暫的巴伐利亞社會主義共和國（Bayerische Räterepublik）或称慕尼黑共和国（Münchner Räterepublik）於1919年4月6日宣布成立。在德國中央軍隊，尤其是自由軍團的暴力鎮壓之後，巴伐利亞社會主義共和國於1919年5月3日垮台。班貝格憲法（Bamberger Verfassung）在1919年8月14日頒布，在魏瑪共和國內建立起了巴伐利亞自由州。

### 纳粹德国
隨著1933年納粹上台，巴伐利亞議會在沒有舉行新選舉的情況下解散。取而代之的是，這些席位是根據1933年3月全國大選的結果分配的，由於KPD贏得的席位被宣布無效，因此納粹及其聯盟夥伴DNVP獲得了兩個席位的微弱優勢。有了這種控制權，纳粹党被宣佈為唯一的合法政黨，德國和巴伐利亞的所有其他政黨都解散了。1934年，巴伐利亞議會與所有其他州議會一樣也解散了。不久之後，巴伐利亞本身在行政区的重組期間被解散。大区不是州，而是設立為行政分區。巴伐利亞被分為七個大區：士瓦本大区、慕尼黑-上巴伐利亚大区、奥斯特马克大区、弗兰肯大区、美因-弗兰肯大区、威斯特马克大区和拜罗伊特大区。

## 文献
- Bischel, Matthias. . Bavarian Studies in History and Culture. 2019  [2022-08-03]. （原始内容存档于2022-04-07）.
- Reindel, K. (1981). Die Bajuwaren. Quellen, Hypothesen, Tatsachen. Deutsches Archiv für Erforschung des Mittelalters 37:451-473.
- Schutz, H. (2000). The Germanic Realms in Pre-Carolingian Central Europe, 400-750 New York: Peter Lang.
- Strayer, J.(Ed.) (1983) Dictionary of the Middle Ages; New York: Charles Scribner's Sons.
- Wolfram, H., and W. Pohl (Eds) (1990). Typen der Ethnogenese unter besonderer Berücksichtigung der Bayern. Vol. 1. Wien: Verlag der österreichischen Akademie der Wissenschaften.